# Olga Pugovska
Olga Oleksandrivna Pugovska (ukrajinsko Ольга Олександрівна Пуговська), ukrajinska veslačica, * 1. november 1942.
Pugovska je bila krmarka sovjetskega osmerca na Poletnih olimpijskih igrah 1976 v Montrealu. Čoln je tam osvojil srebrno medaljo. 